# ガンジススッポン
ガンジススッポン（学名：Aspideretes gangeticus）は、スッポン科インドスッポン属に分類されるカメ。インドスッポン属の模式種。

## 分布
インド北部、ネパール南部、パキスタン、バングラデシュ

## 形態
最大甲長94cm。背甲は卵型で、暗緑色や灰緑色に黒い網目模様が入る。
頭部は緑色で、複数の黒い筋模様が側頭部へ入る。
幼体の背甲は円形で、2個の眼状斑と疣状の突起が並ぶ。この眼状斑や突起は、成長に伴い消失する。

## 生態
底質が泥や砂で水深のある河川、湖、池沼等に生息する。水棲傾向が強いが、岸辺や浅瀬での日光浴を好む。
食性は動物食傾向の強い雑食で、昆虫類、甲殻類、貝類、魚類、両生類、鳥類、動物の死骸、貝類、水草、果実等を食べる。
繁殖形態は卵生。

## 人間との関係
生息地では食用とされることもある。食用やペット用の乱獲により生息数は激減している。そのためワシントン条約附属書Iに掲載され商業用の取引は禁止されている。